# Don Pope
Don Pope (nacido el 10 de enero de 1972) es un strongman estadounidense.

## Biografía
Antes de comenzar su carrera como strongman Don Pope se había recibido de maestro escolar en 1996.
Su carrera como atleta de fuerza comenzó en 2002, y al año siguiente compitió en el hombre más fuerte del mundo, en donde salió cuarto en la ronda de clasificación. Pronto Pope se convirtió en uno de los mayores exponentes del strongman americano. En 2005 quedó octavo en el hombre más fuerte del mundo y en 2006 quedó tercero, superado por Mariusz Pudzianowski y su compatriota Phil Pfister, quien ganó la competición ese año.
En la competición de 2007 Pope logró pasar la ronda de clasificación, pero en el primer evento de la final se lesionó el brazo, quedando en noveno puesto.

## Records personales
- Peso muerto: 300 kg
- Sentadillas: 440 kg